# Rhysida corbetti
Rhysida corbetti är en mångfotingart som beskrevs av Lalit Prasad Khanna 1994. Rhysida corbetti ingår i släktet Rhysida och familjen Scolopendridae. Inga underarter finns listade i Catalogue of Life.